# Ctenoplusia polisha
Ctenoplusia polisha är en fjärilsart som beskrevs av Embrik Strand 1920. Ctenoplusia polisha ingår i släktet Ctenoplusia och familjen nattflyn. Inga underarter finns listade i Catalogue of Life.